# 오스트레일리아의 농업
오스트레일리아의 농업은 오스트레일리아에서 행해지는 농업을 말한다. 오스트레일리아는 곡물 자원으로 밀을 재배하고 골드코스트에서는 쌀도 재배한다. 비교적 강수량이 많은 지역에서는 소를 사육하여 전 세계로 수출한다. 그밖에 캥거루고기도 사육된다.
소해면상뇌증이 유럽과 미국에서 발병하여 이후 동북아시아로 미국산 소 수입이 중단된 이후 동북아시아로의 쇠고기 수출이 크게 늘었다. 대한민국에서는 오스트레일리아산 소가 호주청정우라는 이름으로 수출되고 있다.